# Esporte Clube Dom Pedro
Esporte Clube Dom Pedro foi uma agremiação esportiva brasileira, sediada em Taguatinga, no Distrito Federal.

## História
O clube disputou a Copa Arizona de Futebol Amador em 1975.

## Estatísticas

### Participações
| Competição | Competição   | Temporadas | Melhor campanha     | Estreia | Última | P | R |
| Brasil     | Copa Arizona | 1          | Desconhecido (1975) | 1975    | 1975   | – | – |